# Santa Rita do Itueto
Santa Rita do Itueto é um município brasileiro no interior do estado de Minas Gerais, Região Sudeste do país. Localiza-se no Vale do Rio Doce e sua população recenseada em 2022 era de 5 826 habitantes.

## História
A área ocupada pelo atual município de Santa Rita do Itueto era ocupada, até o começo do século XX, pelos índios botocudos e puris. Em 1911, chega à localidade um grupo de exploradores que descobrem as terras férteis da região, conquistando o espaço dos indígenas. Com isso, na década de 1920, é introduzido o cultivo do café, incentivando o povoamento.
Dado o desenvolvimento, pela lei nº 336, de 27 de dezembro de 1948, é criado o distrito, subordinado a Resplendor. Sua emancipação veio a ocorrer pela lei estadual nº 2764, de 30 de dezembro de 1962, constituindo-se do Distrito-Sede e instalando-se em 1º de março de 1963. Pela lei estadual nº 6769, de 13 de maio de 1976, é criado o distrito de São José do Itueto e pela lei municipal nº 950, de 12 de setembro de 2002, é criado o distrito de Alto Pião.

## Geografia
Santa Rita do Itueto pertence à bacia do rio Doce, sendo banhada por rios como o rio Manhuaçu, o rio Itueto, o córrego da Aparecida e o ribeirão Itueta. A temperatura média anual é de 24,6 ºC, sendo a média mínima anual de 19,4 ºC e a máxima de 31,2 ºC, com índice médio pluviométrico anual de 1 162,6 mm. A altitude varia de 315 metros, na foz do rio Itueto, a 1 159 metros na Serra da Onça. Em 2% da área total da cidade o relevo é plano, enquanto que em 28% é ondulado e os 70% restantes são lugares montanhosos.

## Transporte

### Rodoviário
- Distâncias aproximadas aos principais centros (km):[6]
  - Belo Horizonte: 477
  - Rio de Janeiro: 630
  - São Paulo: 940
  - Brasília: 1 115
  - Vitória: 240
- Principais rodovias que servem ao município:[6]
  - BR-259
  - BR-381